# Галиакпаров, Агадил
Агади́л Галиакпа́ров (каз. Ағаділ Ғалиақпаров, 1909 год, Туркестанский край, Российская империя — 4 января 1996 года, Алма-Ата, Казахстан) — председатель колхоза «Бирлик-Истем», Герой Социалистического Труда (1948).

## Биография
Родился в 1909 году в Туркестанском крае (сегодня на территории Чуйского района Южно-Казахстанской области, Казахстан). Происходит из рода сикым племени дулат. Трудовую деятельность начал в раннем возрасте. Занимался пастушеством. Был одним из инициаторов создания колхоза «Коктобе». С 1928 года по 1935 год работал на хозяйственных и партийных должностях. С 1935 года по 1942 год был председателем колхоза «Коктобе». В 1942 году был назначен председателем колхоза «Бирлик-Истем» Чуйского района Джамбулской области.
В 1947 году колхоз «Бирлик-Истем» досрочно выполнил план, сдав государству 930 центнеров зерновых. По коневодству колхоз выполнил план на 108,3 %, по крупному рогатому скоту — на 105,6 % и овцеводству — на 116,4 %. За эффективное управление колхозом Агадил Галиакпаров был удостоен в 1948 году звания Героя Социалистического Труда.
Был женат на Нурмухамбетовой Онлахан, имел троих детей: Совет, Бибигуль и Нурпат.

## Награды
- Медаль «За доблестный труд в Великой Отечественной войне 1941—1945 гг.»;
- Орден «Знак Почёта» (1946);
- Герой Социалистического Труда (1948);
- Орден Ленина (1948).